# M1918 (Fuzil Automático Browning)
O Browning Automatic Rifle (tradução: Espingarda Automática Browning (português europeu) ou Fuzil Automático Browning (português brasileiro)) (BAR ou B.A.R.), é a designação de uma família de fuzis automáticos e metralhadoras leves americanas utilizados pelos Estados Unidos e vários outros países durante o século XX. A variante principal da série foi a BAR M1918, compartimentado para o cartucho de fuzil .30-06  Springfield e desenhado por John Browning em 1917 para a Força Expedicionária Americana na Europa como um substituto para o Chauchat de fabricação francesa e metralhadoras M1909 Benét-Mercié.
A BAR foi projetada para ser carregada por soldados de infantaria durante um avanço de assalto, apoiada pela bandoleira sobre o ombro, ou para ser disparada do quadril. Este é um conceito denominado "andar atirando" - considerado necessário para o soldado individual durante a guerra de trincheiras. A BAR nunca correspondeu inteiramente às esperanças originais do Departamento de Guerra, seja como um fuzil ou como uma metralhadora.
O Exército dos EUA, na prática, usou a BAR como uma metralhadora leve, muitas vezes disparada de um bipé (introduzida em modelos após 1938). Uma variante da M1918 BAR original, a Colt Monitor Machine Rifle, continua sendo a arma de fogo automática de produção mais leve com câmara para o cartucho .30-06 Springfield, embora a capacidade limitada de seu carregador padrão de 20 tiros tendesse a dificultar sua utilidade nessa função.
Embora a arma tenha entrado em ação no final de 1918, durante a Primeira Guerra Mundial, a BAR não se tornou padrão no Exército dos EUA até 1938, quando foi emitida para esquadrões como uma metralhadora leve portátil. A BAR prestou serviço extensivo na Segunda Guerra Mundial e na Guerra da Coreia e teve serviço limitado na Guerra do Vietnã. O Exército dos EUA começou a eliminar a BAR na década de 1950, quando se pretendia substituí-la por uma variante de metralhadora leve do M14 e, como resultado, o Exército dos EUA ficou sem uma metralhadora leve portátil até a introdução da M60 em 1957.

## Variantes

### Americanas
BAR M1918: modelo inicial, usado durante a parte final da Primeira Guerra Mundial e no período inter-guerras;
BAR M1922: variante metralhadora ligeira do BAR, adoptada em 1922, com um bipé, um monopé na coronha e um cano mais pesado com aletas de arrefecimento;
BAR M1918A1: aperfeiçoamento do M1918, produzido em 1937, com o acrescentamento de um bipé;
BAR M1918A2: versão do BAR produzida a partir de 1940 com capacidade de tiro totalmente automático com duas cadências "lenta" (300-500 tpm) e "rápida" (500-650 tpm) e bipé destacável. Posteriormente a sua coronha passou a ser de plástico. Esta versão tonou-se a mais comum do BAR;

### Belgas
FN M1930/Browning wz. 1928: variante produzida inicialmente pela FN da Bélgica para as Forças Armadas Belgas (M1930) e Polacas (wz. 1928). Disparava a munição 7,92 mm Mauser e possuía um punho de pistola em vez de coronha. Mais tarde foi também produzida na Polónia;
FN BAR type D: subvariante do FN M1930, com um cano destacável para substituição rápida;

### Suecas

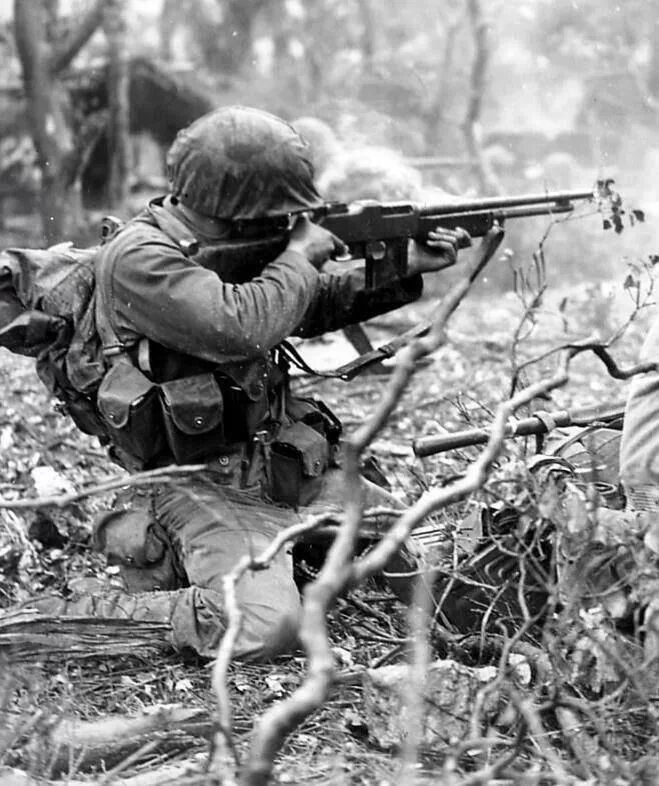
Fuzileiro Naval americano lutando no Pacífico com o fuzil BAR.

Kulsprutegevär m/21: variante do BAR, construída nos EUA sob especificações suecas. Diferenciava-se do M1918 por possuir um punho de pistola destacável, bipé ponteado e usar munições de calibre 6,5 x 55 mm. Mais tarde foi também fabricado pela Carl Gustaf na Suécia;
Kulsprutegevär m/37: variante do m/21 com um cano de substituição rápida, introduzida em 1937 e usada pelas Forças Armadas Suecas até à década de 1980;

### Outras
BAR cal .303 British: variante com calibre .303 utilizada em número limitado para armar a Home Guard (Milícia de Defesa Territorial Britânica) durante a segunda Guerra Mundial;
Colt R75: variante comercial do BAR produzida pela Colt durante as décadas de 1920 e 1930 para o mercado civil e para as agências de manutenção da lei;
Colt R80 Monitor: subvariante do R75 com um cano de 18 polegadas, caixa da culatra mais leve, cobertura da saída de ejeção e compensador de boca;
Ohio Ordnance Works 1918A3 SLR: versão moderna do BAR, com capacidade limitada a tiro semiautomático, desenvolvida para o mercado civil;
Barrow Scattergun: versão personalizada do BAR M1918, utilizada por criminosos na década de 1920, com o cano serrado e a coronha retirada. Ficou famoso pela sua utilização por Bonnie e Clide.

## Operadores
- Argélia[6]
- Argentina[7]
- Áustria[8]

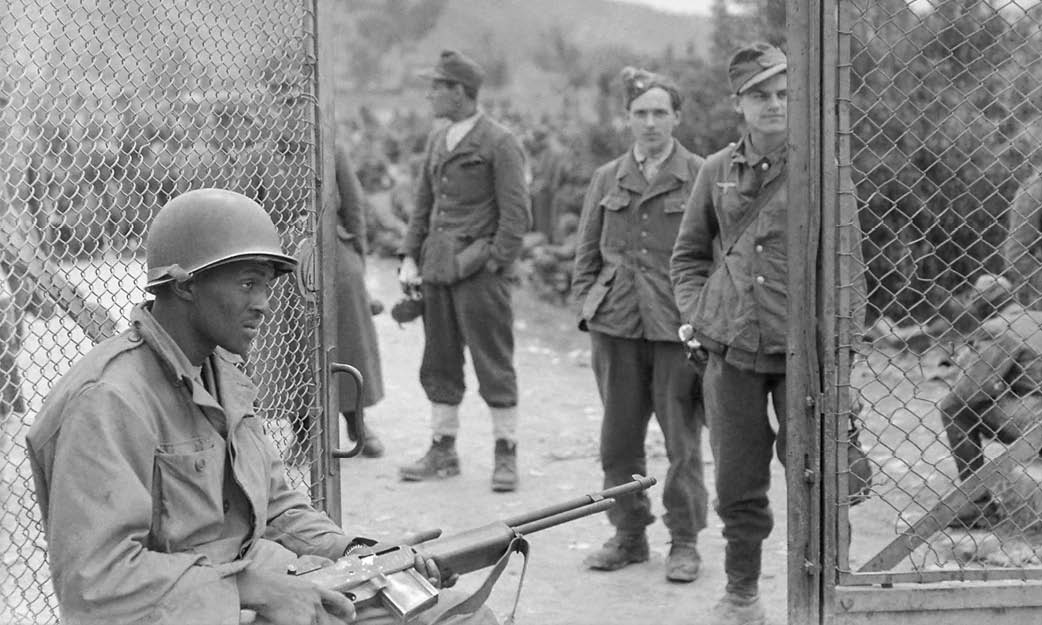
Terceiro-sargento da Força Expedicionária Brasileira armado com uma BAR.

- Bélgica — Adotada em 1930, fabricada sob licença pela Fabrique Nationale[9]
- Brasil — Duas Colt foram usadas na Revolução de 1923 no Rio Grande do Sul pelas forças legalistas.[10] Usada pela Força Expedicionária Brasileira na Segunda Guerra Mundial.[11]
- Camboja[12]
- Chile[13]
- República Popular da China — Um grande número foi apreendido na República da China durante a Guerra Civil Chinesa.[14]
- República da China — Usada pelas forças nacionalistas durante a Segunda Guerra Sino-Japonesa e a subsequente Guerra Civil Chinesa, a maioria delas armadas com FN Mle 30[15]
- Colômbia[16]
- Costa Rica[17]
- Cuba — Colt BAR comercial e M1918A2 BAR, usadas pelos rebeldes de Castro durante a Revolução Cubana.[9] Metralhadores anticastristas da Brigada 2506 também eram equipados com M1918A2 BAR.[18]
- Chipre[19]
- Egito — FN tipo D[20] em 7,92 Mauser[21]
- Etiópia[16] — FN Mle 30 e M1918 BAR[22]
- Finlândia — FN Mle 30 e m/21[23]
- França — Fornecida às forças da França Livre durante a Segunda Guerra Mundial[24] e posteriormente utilizada durante a Guerra da Indochina[25] e a Guerra da Argélia.[26] Conhecida como Fusil-mitrailleur 7 mm 62 (C. 30) M. 18 (B. A. R.).[27]
- Alemanha — A Wehrmacht capturou uma série de armas Browning wz. 1928[9] de fabricação polonesa e as utilizou até o final da Segunda Guerra Mundial sob a designação IMG 28(p)
- Grécia[28][29][30]
- Honduras[31]
- Indonésia — Usou M1918A2[32] e FN Model D. Em serviço limitado.
- Israel — Usou FN Model D[33]
- Itália — Usou a M1918A2 como Fucile Mitragliatore Browning (B.A.R.) cal. 7,62.[34]
- Japão — Usou algumas FN Mle 30.[15] A maioria deles foi retirada de forças chinesas desarmadas, com as marcações originais removidas para usar as marcações japonesas.[15] M1918A2 usada no pós-guerra pela Reserva da Polícia Nacional.[35][36]
- Coreia do Sul — As Forças Armadas receberam 1.198 M1918A2 antes da Guerra da Coreia, e 11.768 estavam em serviço no Exército ao final da guerra.[37] Também foi usada como metralhadora de esquadrão nos primeiros anos da Guerra do Vietnã pelas Forças da República da Coreia no Vietnã.[38]
- Reino do Laos — Recebida do Governo dos EUA durante a Guerra Civil do Laos e a Guerra do Vietnã.[39]
- Libéria[16]
- Países Baixos — Introduzida no Korps Mariniers em 1943 com a criação da Brigada dos Marinheiros. Conhecida como Browning Automatisch Geweer M.1918 A2,[40] 243 BAR estavam em uso na Brigada dos Marinheiros.[41] A Koninklijke Landmacht também utilizou a M1918A2 durante sua luta na Guerra da Coreia sob o comando das Nações Unidas.[42]
- Nicarágua[43] — A Guarda Nacional usou a BAR, fornecida primeiramente pelos Fuzileiros Navais dos EUA e depois pelo Programa de Assistência Militar dos EUA (MAP) continuamente de 1932 a 1979.
- Noruega[44]
- Filipinas — Usada durante as guerrilhas antijaponesas[45] e pelas Forças Armadas das Filipinas durante a Rebelião Hukbalahap[46]
- Polónia[9] — Browning wz. 1928
- República Espanhola[47]
- Vietnã do Norte — Metralhadoras BAR ex-francesas usadas pelo Viet Cong e pelo Exército do Povo do Vietnã.[48]
- Vietnã do Sul — Usada pelo ARVN, a maior parte fornecida como excedente[49]
- União Soviética — Comprou algumas Colt comerciais. Algumas wz. 1928 polonesas também foram usadas durante a guerra.[9]
- Sudão — FN tipo D de origem belga em 7,92×57mm Mauser.[50]
- Suécia[51]
- Turquia[9][52]
- Reino Unido — 25.000 compradas em 1940, emitidas para as unidades da Home Guard[53][54]
- Estados Unidos
  - Forças Armadas dos Estados Unidos
  - Departamento de Polícia de Baltimore — Colt Monitor R80[55]
- Uruguai[16]
- Venezuela — FN Model D[56]

## Conflitos
- Primeira Guerra Mundial
- Guerras das Bananas[57]
- Revolução de 1923
- Golpe de Estado em Cuba de 1933[58]
- Guerra Civil Espanhola
- Segunda Guerra Sino-Japonesa
- Segunda Guerra Mundial
- Guerra Civil Chinesa
- Revolução Nacional da Indonésia
- Guerra Civil da Grécia
- Primeira Guerra da Indochina
- Rebelião Hukbalahap
- Guerra civil no Mandato da Palestina
- Guerra da Coreia
- Guerra de Independência Argelina
- Guerra Civil em Chipre
- Revolução Cubana
- Invasão da Baía dos Porcos
- Guerra do Vietnã
- Guerra Civil do Laos
- Guerra Civil do Camboja
- Guerra Civil Libanesa
- Invasão turca de Chipre
- Conflito fronteiriço entre Tailândia e Laos
- Conflitos armados em Myanmar
- Invasão do Panamá pelos Estados Unidos em 1989[59]